# Into the Blue (canção)
"Into the Blue" é uma canção da cantora australiana Kylie Minogue, gravada para o seu décimo segundo álbum de estúdio Kiss Me Once. Foi escrita e produzida por Mike Del Rio, com auxílio de Kelly Sheehan e Jacob Kasher na composição. A sua estreia em rádio ocorreu a 27 de Janeiro de 2014 na BBC Radio 2, sendo lançada digitalmente no dia seguinte em diversos países através da Parlophone Records.

## Faixas e formatos
| Descarga digital |                 |         |  |
| N.º              | Título          | Duração |  |
| 1.               | "Into the Blue" | 4:08    |  |

| Descarga digital (2 faixas) e vinil |                 |         |  |
| N.º                                 | Título          | Duração |  |
| 1.                                  | "Into the Blue" | 4:08    |  |
| 2.                                  | "Sparks"        |         |  |

| Remisturas digitais |                                                      |         |  |
| N.º                 | Título                                               | Duração |  |
| 1.                  | "Into the Blue" (S-Man Deep Blue Remix)              |         |  |
| 2.                  | "Into the Blue" (Patrick Hagenaar Colour Code Remix) |         |  |
| 3.                  | "Into the Blue" (Vanilla Ace Remix)                  |         |  |

## Desempenho nas tabelas musicais

### Posições
| Tabela musical (2014)               | Melhor posição |
| ----------------------------------- | -------------- |
| Bélgica - Ultratip (Flandres)       | 57             |
| Bélgica - Ultratip (Valónia)        | 23             |
| Espanha - PROMUSICAE                | 16             |
| Finlândia - Suomen virallinen lista | 22             |

## Histórico de lançamento
| País          | Data                  | Formato                     | Editora discográfica |
| ------------- | --------------------- | --------------------------- | -------------------- |
| Austrália     | 28 de Janeiro de 2014 | Descarga digital            | Parlophone           |
| França        | 28 de Janeiro de 2014 | Descarga digital            | Parlophone           |
| Itália        | 28 de Janeiro de 2014 | Descarga digital            | Parlophone           |
| Nova Zelândia | 28 de Janeiro de 2014 | Descarga digital            | Parlophone           |
| Portugal      | 28 de Janeiro de 2014 | Descarga digital            | Parlophone           |
| Alemanha      | 7 de Março de 2014    | CD single, descarga digital | Parlophone           |
| Irlanda       | 9 de Março de 2014    | CD single, descarga digital | Parlophone           |
| Reino Unido   | 9 de Março de 2014    | CD single, descarga digital | Parlophone           |